# Theuma mutica
Theuma mutica är en spindelart som beskrevs av William Frederick Purcell 1907. Theuma mutica ingår i släktet Theuma och familjen Prodidomidae. Inga underarter finns listade i Catalogue of Life.